# An Định, Định Tây
An Định (tiếng Trung: 安定区; bính âm: Āndìng qū) là một khu (quận) của thành phố Định Tây, tỉnh Cam Túc, Trung Quốc.

### Nhai đạo
- Trung Hoa Lộ (中华路街道)
- Vĩnh Định Lộ (永定路街道)

### Trấn
| - Phượng Tường (凤翔镇) - Nội Quan (内官镇) - Sàm Khẩu (巉口镇) - Xưng Câu Dịch (称钩驿镇) | - Lỗ Gia Câu (鲁家沟镇) - Tây Củng Dịch (西巩驿镇) - Ninh Viễn (宁远镇) - Lý Gia Bảo (李家堡镇) | - Đoàn Kết (团结镇) - Hương Tuyền (香泉镇) - Phù Gia Xuyên (符家川镇) - Cát Gia Xá (葛家岔镇) |

### Hương
| - Bạch Lục (白碌乡) - Thạch Giáp Loan (石峡湾乡) - Tân Tập (新集乡) - Thanh Lam Sơn (青岚山乡) | - Cao Phong (高峰乡) - Thạch Tuyền (石泉乡) - Hạnh Viên (杏园乡) |